# Innernzell
Innernzell är en kommun och ort i Landkreis Freyung-Grafenau i Regierungsbezirk Niederbayern i förbundslandet Bayern i Tyskland.
Kommunen ingår i kommunalförbundet Schönberg tillsammans med köpingen Schönberg och kommunerna Eppenschlag och Schöfweg.